# Voglje, Dobrla vas
Voglje (nemško Kohldorf) je naselje v Občini Dobrla vas v Okraju Velikovec na Koroškem v Avstriji.